# Gerd Oswald
Gerd Oswald, gebürtig Gerd Gunther Ornstein (* 9. Juni 1919 in Berlin; † 22. Mai 1989 in Los Angeles), war ein deutschamerikanischer Filmregisseur, Filmproduzent, Schauspieler und Drehbuchautor.

## Leben
Gerd Oswald, Sohn des Filmregisseurs Richard W. Ornstein (später Richard Oswald) und der Schauspielerin Käte Oswald war zunächst Kinderdarsteller. 1938 emigrierte er in die USA (sein Vater galt aufgrund seiner Abstammung als jüdisch), wo er zunächst als Regieassistent an zahlreichen Spielfilmen wie dem antinazistischen Propagandadrama Hitler – Beast of Berlin (1939) beteiligt war. Unter anderem arbeitete er 1951 an Rommel, der Wüstenfuchs, und war 1962 als „2nd Unit Director“ (Leiter des zweiten Regiestabes) für die Fallschirmsequenz in Der längste Tag verantwortlich.
Bereits ab 1955 arbeitete Gerd Oswald als eigenständiger Regisseur, unter anderem an Fernsehserien, wie Perry Mason, Bonanza, The Outer Limits, Raumschiff Enterprise und The Twilight Zone. Oswald drehte international einige Kinofilme, so etwa Das Todesauge von Ceylon (1963) mit Lex Barker in der Hauptrolle. Beim deutschen Krimidrama Am Tag, als der Regen kam von 1959 führte Oswald nicht nur Regie, sondern schrieb auch das Drehbuch. Diese Doppelfunktion hatte er auch 1960 in Schachnovelle inne.
Gerd Oswald verstarb 1989 an Krebs.

## Filmografie (Auswahl)
- 1931: Arm wie eine Kirchenmaus (Schauspieler)
- 1933: Wenn du jung bist, gehört dir die Welt (Schauspieler)
- 1947: California (Produktions-Koordinator)
- 1947: Rauhe Ernte (Wild Harvest) (Regieassistent)
- 1949: Todesfalle von Chikago (Chicago Deadline) (Regieassistent)
- 1952: Die Legion der Verdammten (Les Misérables) (Regieassistent)
- 1955: Oase
- 1956: Duell im Sattel (The Brass Legend)
- 1956: Ein Kuß vor dem Tode (A Kiss Before Dying)
- 1957: Das war Mord, Mr. Doyle (Crime of Passion)
- 1958: Die blonde Venus (Screaming Mimi)
- 1959: Am Tag, als der Regen kam (auch Drehbuch)
- 1960: Schachnovelle (auch Drehbuch)
- 1963: Das Todesauge von Ceylon
- 1966: Im Auftrag von H.A.R.M. (Agent for H.A.R.M.)
- 1971: Bunny und Bill (Bunny O'Hare)
- 1975: Bis zur bitteren Neige